# Mädchenhandel – Eine internationale Gefahr
Mädchenhandel – Eine internationale Gefahr ist ein kolportagehaftes deutsches Filmdrama um das Thema Frauenhandel von Jaap Speyer aus dem Jahr 1927.

## Handlung
Die junge Berliner Tänzerin Ida Schulz verkauft in Nachtlokalen Zigaretten, um sich etwas Geld für ihre Tanzstunden zu verdienen. Ein sehr vornehm wirkender Gast offeriert ihr ein Engagement für das Budapester Varieté Purpur-Paradies. Da sie der Meinung ist, im Ausland schneller Karriere machen zu können, nimmt sie das Angebot mit Zustimmung ihrer Eltern an.
Etwa zur gleichen Zeit übernimmt die Malerin Irene Wendland auf Vermittlung des vermeintlichen Athener Polizeidezernenten Arut Akkunian eine Stelle als Reisebegleiterin der mondänen Frau Aranka von Erdödyi. In Wirklichkeit fallen beide jungen Frauen demselben Mädchenhändlerpaar in die Hände und landen in Athen im Freudenhaus Elysium.
Mit Hilfe einer Mitgefangenen können sie sich befreien. Irenes Bräutigam Geza Farkacz, Leutnant der Budapester Polizei, verfolgt die flüchtigen Mädchenhändler in Begleitung der beiden Frauen nach Konstantinopel. Dort begegnet ihnen ein Altkleiderhändler, der niemand anderes ist als ihr alter Peiniger. Erneut kann er die Mädchen entführen. Erst mit einer Großaktion der Polizei gelingt es, die Mädchenhändler zu überwältigen, wobei jedoch Ida zu Tode kommt. Am Ende des Films werden auswandernde Mädchen nachdrücklich davor gewarnt, ohne sichere Erkundung eine Stellung im Ausland anzunehmen. Betroffene sollten sich in Not und Gefahr an das Deutsche Nationalkomitee zur Bekämpfung des Mädchenhandels wenden.

## Weiteres
Die Filmprüfstelle Berlin entschied am 8. November 1926, den Film mit Jugendverbot zu belegen. Als Begründung wurde angeführt, der Streifen wirke entsittlichend und verrohend. Er lenke die Phantasie des Publikums nicht auf den sozialen Hintergrund des Mädchenhandels, sondern vor allem auf dessen schlüpfrigen Hintergrund. Der Film wurde am 7. Januar 1927 im Kino Alhambra in Berlin uraufgeführt.

## Kritiken
Der Rezensent der Zeitschrift Filmwoche bezweifelte am 19. Januar 1927, ob es sich bei dem Film um ein verdienstvolles Werk handle und Südamerika wirklich einen so starken Bedarf nach dergleichen „Ware“ habe, wie von manchen Anti-Verbänden behauptet. Immerhin wären Mary Kid und Vera Engels „stark mitleiderregende Opfer der Dramaturgie“ und Klein-Rogge „ein ganz Gehenkter, dem man eine so niederträchtige Handlungsweise schon zutrauen kann“. Somit handle es sich um einen gut gemachten Film, „der ohne Ehrgeiz seinem Ziel, zu unterhalten, gerecht wird.“
Rolf Thissen sah 1995 eine latent ausländerfeindliche respektive nationalistische Tendenz des Films. Die Figur des Mädchenhändlers in den unterschiedlichen Verkleidungen trage zudem überdeutlich jüdische Züge.